# The Temper Trap
The Temper Trap é uma banda de rock alternativo australiana formada em 2005, mas o sucesso só veio em 2009 com o single "Sweet Disposition", extraído do seu álbum de estreia, Conditions. Eles são conhecidos por seu som atmosférico, com guitarras e um grande conjunto de ritmos pulsantes. É pouco conhecida no Brasil, mas possui muito apreço por artistas brasileiros pois muitos se baseiam em seus ritmos e alguns acordes são imitados em diversas músicas. 

## Carreira
The Temper Trap nasceu em 2005 em Melbourne na Austrália, seus singles eram frequentemente usados para publicidade e cinema, o single "Science of Fear" foi incluída na trilha sonora do jogo FIFA 10, enquanto o single "Sweet Disposition" está presente no jogo Pro Evolution Soccer 2011, no trailer e trilha sonora do filme "(500) Days of Summer" e na banda sonora do filme de surf "Scratching the Surface". No jogo Test Drive Unlimited 2 (2011), está presente a música "Fader" em sua trilha sonora.
A banda atraiu a atenção da indústria fonográfica em todo o mundo depois de tocar para multidões do sell-out no Musexpo em Londres em outubro de 2008, e depois no South by Southwest em março de 2009.
Em março de 2009 terminam de gravar seu primeiro álbum, "Conditions", produzido por Jim Abismo, produtor de artistas como Arctic Monkeys e Kasabian. O álbum foi lançado na Austrália 19 de junho de 2009, estreando na nona posição das paradas Austráliana, o álbum foi lançado no Reino Unido a partir de 10 de agosto do mesmo ano. Mais tarde a banda se mudou para Londres, onde exerceram a sua primeira turnê pelo Reino Unido. Eles também tocaram na Alemanha, com uma série de concertos lotados. O álbum "Conditions" é uma contaminação de vários gêneros, que vão desde o indie, rock alternativo, pop e música eletrônica.
A música dos The Temper Trap tem influência principalmente de artistas como U2, Radiohead, Massive Attack e Prince. The Temper Trap chegou ao seu nome a partir da combinação da sua música favorita ‘The Lady Is A Tramp” e seu filme favorito “The Parent Trap”.
A banda assinou contrato com a Infectious Records em todo o mundo, exceto para a Austrália e os Estados Unidos. Na Austrália, o grupo assinou com o selo de Michael Gudinski Liberation Music, e nos Estados Unidos The Temper Trap é assinado para Glassnote Records.

## Membros
- Dougy Mandagi - Vocal e violão
- Jonathon Aherne - baixo
- Lorenzo Sillitto - guitarra, teclados
- Toby Dundas - bateria

## Discografia

### Álbum
- 2009 - Conditions
- 2012 - The Temper Trap
- 2016 - Thick as Thieves

### EP
- 2006 - The Temper Trap EP

### Singles
- 2008 - Sweet Disposition
- 2010 - Fader
- 2010 - Love Lost